# Autarotis
Autarotis là một chi bướm đêm thuộc họ Crambidae.

## Species
- Autarotis euryala Meyrick, 1886
- Autarotis milvellus (Meyrick, 1879)
- Autarotis polioleuca (Turner, 1911)